# Maison de Schleswig-Holstein-Sonderbourg-Augustenbourg

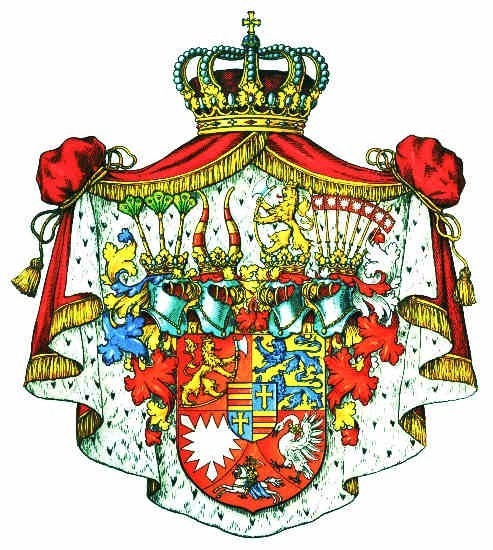
duché de Schleswig-Holstein-Sonderbourg-Augustenbourg

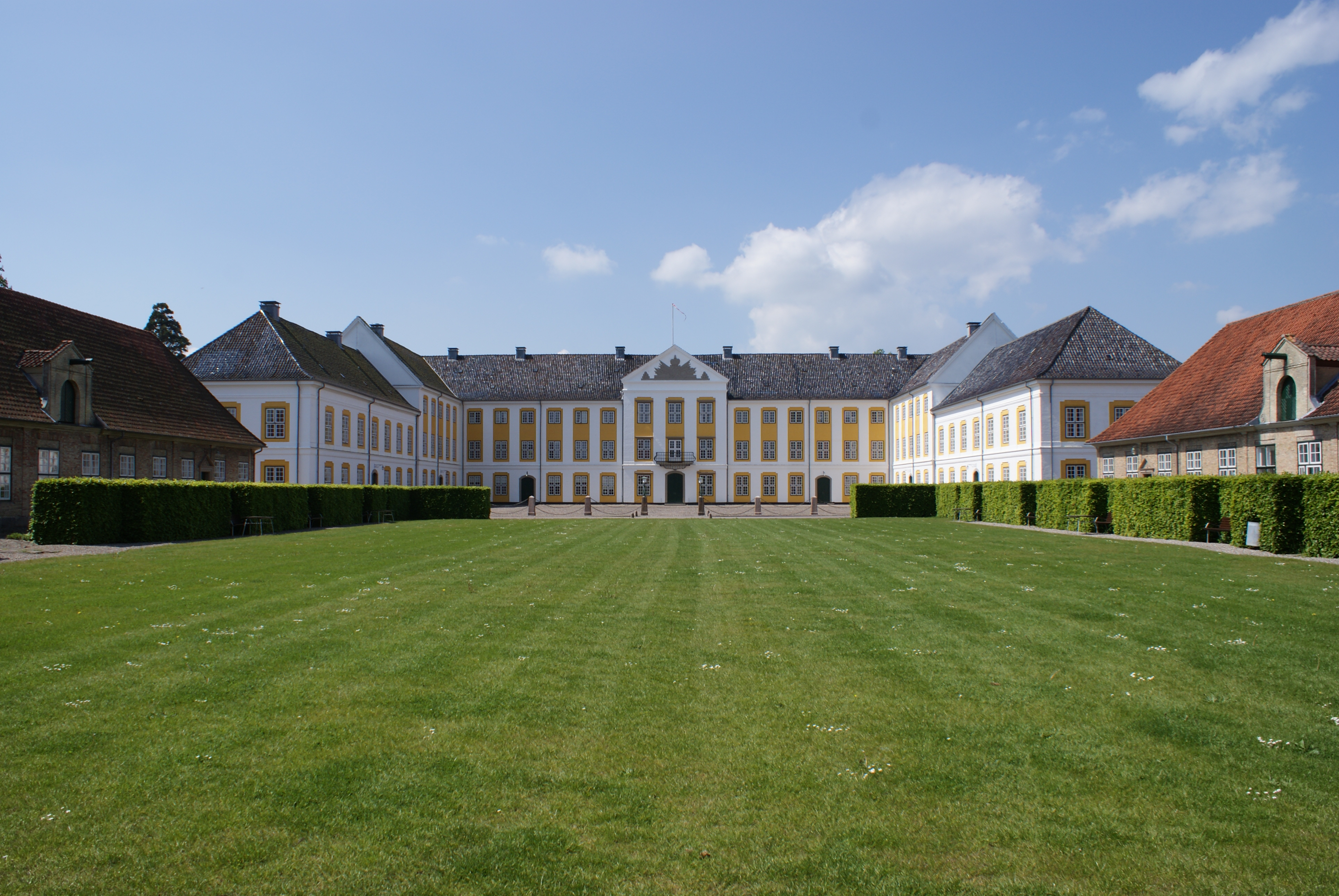
Le château d'Augustenbourg.

## Schleswig-Holstein-Sonderbourg
La Maison de Schleswig-Holstein-Sonderbourg est issue de la Maison d'Oldenbourg par Jean de Schleswig-Holstein-Sonderbourg (1545-1622), 4e fils de Christian III de Danemark, devenu duc de Schleswig-Holstein-Sonderbourg en 1564.

## Schleswig-Holstein-Sonderbourg-Augustenbourg
Elle devient la maison de Schleswig-Holstein-Sonderbourg-Augustenbourg avec Ernest-Gonthier (1609-1689), devenu 1er duc de Schleswig-Holstein-Sonderbourg-Augustenbourg (1647-1689).

## Schleswig-Holstein
En 1863, Frédéric-Auguste revendique le titre de duc de Schleswig-Holstein à la mort du roi de Danemark Frédéric VII. Les duchés ayant été annexés en 1864  par le royaume de Prusse à la suite de la guerre des Duchés et de la guerre austro-prussienne, c'est Guillaume de Prusse qui lui attribue le titre de duc de Schleswig-Holstein, qui ne s'accompagne d'aucun pouvoir réel.
La lignée ducale s'éteint en 1931 avec Albert de Schleswig-Holstein, qui ne s'est jamais marié. Son héritage est recueilli par Frédéric-Ferdinand de Schleswig-Holstein-Sonderbourg-Glücksbourg.

## Ducs de Schleswig-Holstein-Sonderbourg, ...Sonderbourg-Augustenbourg, puis Schleswig-Holstein
- Jean (1545-1622) fils de Christian III de Danemark, duc de Schleswig-Holstein-Sonderbourg (1564-1622)
- Alexandre de Schleswig-Holstein-Sonderbourg (1573-1627) fils de Jean, duc de Schleswig-Holstein-Sonderbourg (1622-1627)
- Ernest-Günther (1609-1689) fils d'Alexandre Ier, duc de Schleswig-Holstein-Sonderbourg-Augustenbourg (1647-1689)
- Frédéric (1652-1692) fils d'Ernest-Gonthier - duc de Schleswig-Holstein-Sonderbourg-Augustenbourg (1689-1692)
- Ernest-Auguste (1660-1731) frère de Frédéric - duc de Schleswig-Holstein-Sonderbourg-Augustenbourg de (1692-1731)
- Christian-Auguste Ier (1696-1754) neveu de Ernest-Auguste - duc de Schleswig-Holstein-Sonderbourg-Augustenbourg (1731-1810)
- Frédéric-Christian Ier (1721-1794) fils de Christian-Auguste Ier - duc de Schleswig-Holstein-Sonderbourg-Augustenbourg (1754-1794)
- Frédéric-Christian II (1765-1814) fils de Frédéric-Christian Ier - duc de Schleswig-Holstein-Sonderbourg-Augustenbourg (1794-1814)
- Christian-Auguste II (1798-1869) fils de Frédéric-Christian II - duc de Schleswig-Holstein-Sonderbourg-Augustenbourg (1814-1869)
- Frédéric-Auguste (1829-1880) fils de Christian-Auguste II - duc de Schleswig-Holstein (1863-1880) et duc de Schleswig-Holstein-Sonderbourg-Augustenbourg (1869-1880)
- Ernest-Gonthier (1863-1921) fils de Frédéric-Auguste - duc de Schleswig-Holstein (1880-1921)
- Albert (1869-1931) neveux de Frédéric-Auguste - duc de Schleswig-Holstein (1921-1931)